# Asylum (2003)
Asylum é um filme-documentário em curta-metragem estadunidense de 2003 dirigido e escrito por Sandy McLeod, que segue uma jovem ganesa submetida ao casamento forçado e à mutilação genital feminina. Foi indicado ao Oscar de melhor documentário de curta-metragem na edição de 2004.